# Eladio Oviedo
Eladio Oviedo Arce (Noya, 20 de marzo de 1864-Noya., 19 de enero de 1918) fue un sacerdote e historiador español.

## Biografía
Hizo la carrera eclesiástica, obteniendo el doctorado en Teología y licenciándose en Filosofía y Letras. Fue miembro fundador de la Real Academia Gallega y profesor de Historia Eclesiástica y Arqueología Sagrada en el Seminario de Santiago de Compostela. Ingresó en el Cuerpo de Archiveros, Bibliotecarios y Arqueólogos del Estado y fue jefe del Archivo Regional de Galicia. En 1909 fue el promotor de la Exposición Arqueológica Gallega, que se celebró en Santiago.
Como historiador, fue discípulo de Antonio López Ferreiro, a quien reemplazó a partir de 1889 en sus clases en el seminario. Escribió artículos sobre la Edad Media en Galicia, editó fragmentos en gallego de las Partidas de Alfonso X el Sabio y colaboró en la revista Galicia Histórica. Consideró que la historia debía promocionar y legitimar una ideología de corte tradicional y católico. Colaboró en el Boletín de la Real Academia Gallega y en El Eco Popular.

## Obras
- Precedentes y estado actual de los estudios de arqueología sagrada, y papel que esta ciencia puede desempeñar como elemento de civilización católica, 1891.
- Consideraciones sobre el carácter religioso de los antiguos gremios, 1898.
- El autor de "Salve Regina", 1903.
- El genuino "Martín Codax", juglar gallego del siglo XIII: según un apógrafo trecentista de su "cancionero", 1917 (con colaboración musical de Santiago Tafall).